# Labropsis micronesica
Labropsis micronesica là một loài cá biển thuộc chi Labropsis trong họ Cá bàng chài. Loài này được mô tả lần đầu tiên vào năm 1981.

## Từ nguyên
Từ định danh của loài được đặt theo tên của tiểu vùng Micronesia, nơi mà các mẫu vật được phát hiện.

## Phạm vi phân bố và môi trường sống
L. micronesica có phạm vi phân bố ở Tây Thái Bình Dương. Loài này được ghi nhận tại Palau; quần đảo Caroline; quần đảo Mariana; quần đảo Marshall, đều là những đảo quốc, quần đảo thuộc tiểu vùng Micronesia.
L. micronesica sống gần các rạn san hô ngoài khơi và trong các đầm phá ở độ sâu khoảng từ 7 đến 33 m; cá con sống trong gần các san hô nhánh Acropora.

## Mô tả
L. micronesica có chiều dài cơ thể tối đa được ghi nhận là gần 12 cm. Cá đực có màu nâu đỏ, vảy ở mỗi bên thân có màu vàng kim. Môi có màu xanh lam. Mõm có đốm màu lam nhạt trước mắt. Vây đuôi màu nâu đỏ; các tia vây có màu đỏ, viền xanh óng ở rìa sau. Vây lưng và vây hậu môn có viền màu xanh lam óng ở rìa và một dải nâu cận rìa, lốm đốm các vệt màu xanh; riêng vây lưng có đốm đen ở phía trước. Vây ngực màu đỏ da cam ở gốc. Cá con và cá cái đang lớn đều có 3 dải sọc đen dọc theo chiều dài cơ thể, và một dải thứ tư mờ hơn màu nâu từ vùng họng kéo dài đến hậu môn; vùng thân giữa các sọc có màu vàng cam.
Số gai ở vây lưng: 9; Số tia vây ở vây lưng: 12; Số gai ở vây hậu môn: 3; Số tia vây ở vây hậu môn: 11; Số tia vây ở vây ngực: 14.

## Hành vi và tập tính
Cá con, đôi khi có cả cá trưởng thành, có thể đóng vai trò là cá dọn vệ sinh: ăn ký sinh bám trên cơ thể cá lớn.

### Trích dẫn
- J. E. Randall (1981). "Revision of the labrid fish genus Labropsis with description of five new species" (PDF). Micronesica. Quyển 17 số 1–2. tr. 125–155.